# ヴァイキング船

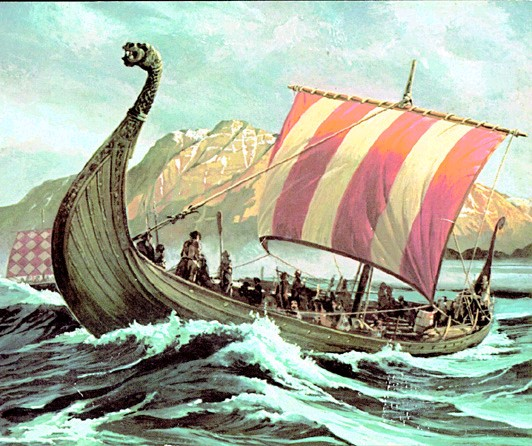
絵画に描かれたヴァイキング船

ヴァイキング船（ヴァイキングせん）は、ヴァイキング時代にヴァイキングによって作られ使用された、独特の形状を持った船の呼称である。
ヴァイキング船は目的に応じて様々な形状を持つが、一般に両端が前後対称形である。また細長くしなやかな船で、まっすぐな竜骨をもっていた。ヴァイキング船は、鎧張りと呼ばれる頑丈なオーク材の板を重ね張りする工法を用いて作られる。竜の頭を持ったものや、船首と船尾からはみだした丸い部位をもつものがあるが、これは歴史的史料から推測されるものである。
バルト海や、原住地スカンディナビアから遠くはなれたところからアイスランド、フェロー諸島、グリーンランド、ニューファンドランド島、地中海、黒海、アフリカにいたるまで活動した。

## 発展
ヴァイキング船は何世紀もの間スカンディナヴィアの文化のもっとも重要なものとして機能した。実際、ヴァイキング船は実践的かつ宗教的な目的に役立った点でスカンディナヴィアの文化に深く根付いたものだった。スカンディナヴィアは比較的高い山が連なる森林地帯で、沿岸の港を簡単に利用できた。その結果、貿易ルートは主に船によって行われ、森林地帯での貿易は危険で手間がかかるものであった。ヴァイキングの国はしたがって沿岸の町に進出していき、すべての町は生活と発展を北海に大いに依存した。その当時、航路を管理することはとても大事なことであり、その結果一番進歩していた戦争用船舶がとても需要があった。 実際船はとても大事であったため、 船が力と技術の象徴になるにつれ非キリスト教的信仰がさかえた地域における中心となっていった。西暦1000年頃まで、ヴァイキングの族長や貴族が亡くなると、彼らをあの世へ送るため、美しくで豪華な船がともに埋められた（船葬墓を参照）。さらにHedeby coinsというデンマークの初期の貨幣に船が象徴として描かれており、その地域における軍船の重要性を示している。そのような文化的で実践的な重要性を通じて、ヴァイキング船は当時のヨーロッパで強力で進化した軍船になっていったのだった。

## フェーリング

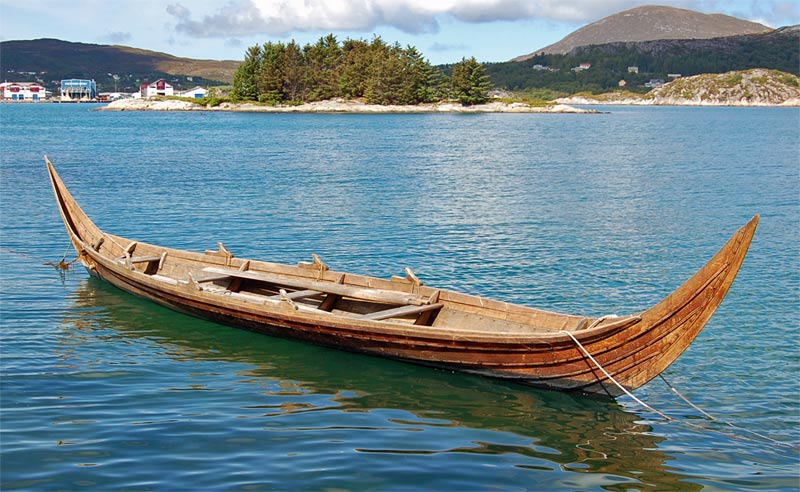
フェーリング

フェーリングは帆を持たず、2組のオールを持つ天蓋の無い小型の漕ぎ船で、北西スカンディナヴィアにおける船造りの伝統文化の中でよく見られるものだった。その起源はヴァイキング時代のスカンディナヴィアにさかのぼる。フェーリング (færing)という呼称は、ノルウェー語で"four-oaring"、つまり4本の櫂で漕ぐ、という意味である。

## クナール

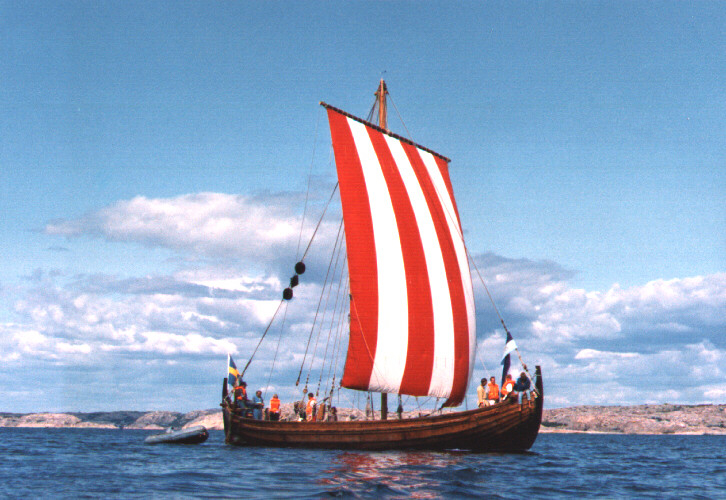
クナール (Vidfamne、1994年)

クナールとは、大西洋の航海のために作られた船を指すノルウェー語の言葉である。クナールは貨物輸送を目的とした船で、平均して長さ54フィート (16 m),幅15フィート (4.6 m), 最大122トンまで運ぶことができる。全体の排水量は50トン程度である。クナールは何世紀も前に家畜や必需品を北大西洋からグリーンランドへと運んでいた。一日で75マイル (121 km) 航海することが可能で、およそ20から30人の船員を乗せることができた。 クナールはゴクスタ船に代表される比較的小型のロングシップ(カーヴ)よりも長く危険な航海に使われた。それはゴクスタ船より短く丈夫なものであった。それは船自身の帆の力に頼っており、オールは開水域で風が全くないときに補助として使った。その船はコグ船というバルト海のハンザ同盟によって使われた船の様式にも影響を与えた。

## ロングシップ

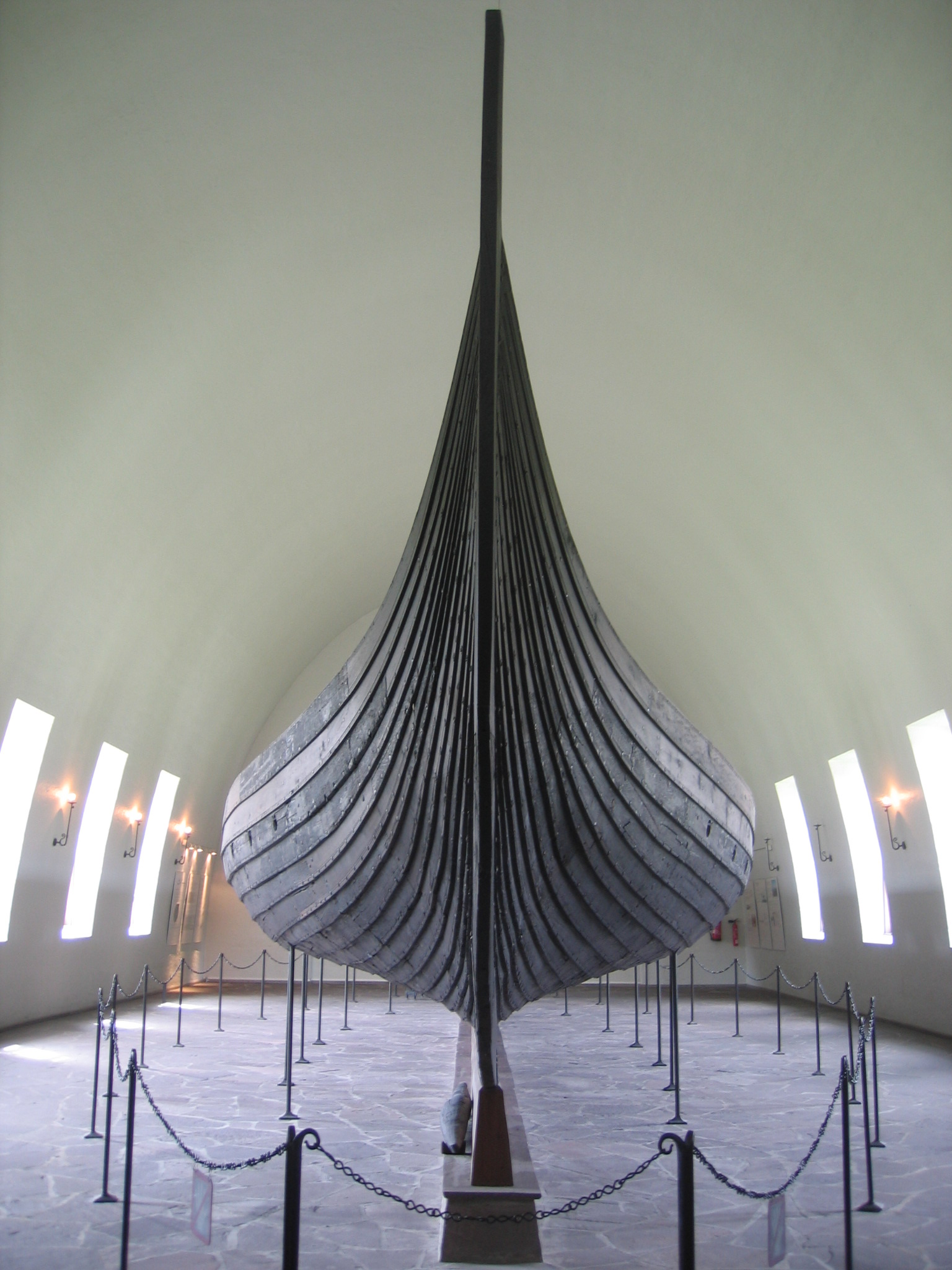
ノルウェー、オスロのヴァイキング船博物館に展示されているゴクスタ船。

ロングシップはスカンディナヴィアやアイスランドから来たヴァイキングが、当時貿易や商業、航海、戦争のために作った海軍船であった。ロングシップの様式は何年もかけて変わっていき、石器時代のウミアクの発明に始まり、9世紀のニュダム船とクバルスン船まで続いた。ロングシップの完成形は9世紀から13世紀の間にできた。その特徴と外見は今日までのスカンディナヴィアの船を造る伝統に反映されている。ヴァイキング船の平均スピードは船によってさまざまであったが、5から10ノットの間であり、好条件下でのロングシップの最大速度は15ノットであった。
ロングシップの特徴としては、優雅で、長く、細い造りで、軽量化されていて、木製であり、スピードを出せるよう喫水の船体（ドラフト）を浅くしているところにある。浅い喫水の船体（ドラフト）は、水深僅か1メートルの航海を可能とし、海岸着水もできた。一方軽かったため、連水運層を行うこともできた。ロングシップはどちら側も進行方向になりうる船である、つまり対称な船首と船尾を持っていたため、旋回することなく即座に方向を変えることができた。この特徴は、氷山や海氷のため危険な航海になる北方地域で特に有益なものであることが分かった。ロングシップは船のほぼ全体を沿うようにオールが取り付けられていた。後の型は一本の帆柱に長方形の帆があるようになり、それは特に長い航海における漕ぎ手の労力に代わったり増やしたりもした。
ロングシップは大きさや細部のつくり、そして威信の大きさによってたくさんのタイプに分類できる。一番一般的な分類方法は、 漕艇の位置である。船の種類はカーヴのような13組のオールを持つものからブッセのような34組のオールを持つと推定されるものまでさまざまである。
ロングシップは当時のスカンディナヴィア海軍のもつ権力の象徴であり、とても価値ある所有物であった。沿岸の農家が所有することもあれば、戦争のときには海軍力をつけるため、王が彼らに軍務を委任することがあった。ロングシップはスカンディナヴィア人が戦争で使ったが、兵士達を運ぶためのものであって、戦闘艦ではなかった。10世紀には、船を連結させ、強固な歩兵の足場にすることもあった。ヴァイキングの用いたロングシップはイングランド人のような敵からドラゴン船(ドラッカー)と呼ばれたが、これは竜の形をした船首を持っていたためである。

### カーヴ
カーヴはロングシップとしては小型のもので、クナールに似たサイズである。カーヴは戦いと輸送の両方に使われ、人や貨物、家畜を運んだ。非常に浅い海を航海することができたため、沿岸航行にも使われた。カーヴは横およそ17フィート (5.2 m)のひろい横幅を持つ。
オスロのヴァイキング船博物館に展示されているゴクスタ船、オーセベリ船、トゥーネ船はいずれもカーヴに相当する船である。

## 構造
ヴァイキング船は、より航行可能範囲が広く軽いという点で当時のほかの船とは異なっていた。これはクリンカー工法(鎧張り構造) を使ったためであった。ヴァイキング船を造る厚板は大きく古い木、特にオークから裂いたものであった。船の船体は1インチ (2.5 cm) 薄くでき、後に見つかったのこぎりで切った厚板よりも強固なものであった。
しっかりしたオークの木から造り出しキール、船大工は錬鉄のリベットや座金を使って厚板を固定した。肋材は船体のサイドに固定された。厚板の層は別の層の下に重ねられ、防水のコーキング材は、強いがしなやかなものにするために厚板のどうしの間に使われた。 
非常に大きな船も伝統的なクリンカー工法を用いた方法で造られた。100人の戦士を乗せるドラゴン船も珍しくはなかった。
さらに、初期のヴァイキング時代では、オール口はオール受けに代わり、船が帆走中のときオールがしまえるようになり、より舟が漕ぎ易くなった。当時の一番大きい船は、帆走中オールを使い5から10ノットの速度で航海でき、最大15ノットまで出すことが出来た。

## 航海
このような技術進歩のおかげで、船の航海能力が上がり、ヴァイキングはますます航海をするようになった。しかし、航海のためにはヴァイキングは比較的正確な航海方法を見出す必要があった。もっとも一般的には、舵手は船の行き先に関する、伝統的な知識に頼っていた。要するに、ヴァイキングは航海ルートのため、潮や航海時間、陸上の目印に関する以前からの知識を使っていた。たとえば、学者が主張しているのは、クジラが見えるとヴァイキングは船の行き先を決めることができたということである。栄養のある水は、一般に陸地があるため深層水が上部に持ってこられており、クジラはそれを食べるため、クジラがいることは陸地が近くにある証拠なのであった。
一方で、ヴァイキングは太陽コンパスのような航海のための進歩した道具も使っていたのではないかと主張する学者もいる。半分になった木の板が ナルサルスアークの岸で見つかっておりグリーンランドは最初のうちはこの仮説を支持しているようだった。しかし、さらなる調査で、円盤に刻まれている切れ目が、不釣り合いな間隔であるため、この物体は正確なコンパスとしての機能を実は果たせないということが分かった。むしろそれは司教が自分の教会区での懺悔の数を数えるために使われた道具であるということを示唆している。同様に、研究者と歴史家は、ヴァイキングの航海における太陽石の使用についてずっと議論している。太陽石は光を偏光できるため、方向を決めるための信頼できる道具であった。光の波が振動している方角を示すことで、太陽石はたとえ太陽が雲で隠れていたとしても、太陽のありうる位置を示してくれる。太陽石は波の方向に従ってある色に変わるが、それは石が直接太陽の当たる場所にあって初めて起こることである。したがって、ほとんどの学者は、そのような限られた状況下で方向を決めることしかできない航海の道具の信頼性について議論している。
ヴァイキングのサガは、迷った時の航海のこと、つまり霧や悪天候で方向感覚が全く分からなくなったときのことが語られるのが一般的である。この描写では、太陽が隠れているときに太陽石を使わなかったことを示している。さらに無風のとき同じように迷う状況になるという事実は、ヴァイキングは航海において風を頼っていたということを示しており、以前から予想されていたとおり彼らの技術は主に伝統的知識に頼っているのである。

## 文化と伝統
ヴァイキングの慣習で、死んだ首長を船に埋めるというものがあった。遺体は丁寧に仕立てられ、一番いい服を着せられる。この準備の後、馬に引かれる四輪車に乗って、埋葬場所に運ばれる。首長一番のお気に入りの馬や、時として忠実な狩猟犬が殺され、一緒に遺体と埋められる。遺体は一番価値ある持ち物とともに船の上に置かれる。ヴァイキングは死んだ人間は死後の世界へ航海すると強く信じていた。その一例ラドバイ船がデンマークの村の近くで埋められておりここで展示を見ることができる。船を埋めることはスカンディナヴィアの古い伝統であり、ニュダム船のような紀元200～450年の船が一例である。また、オスロのヴァイキング船博物館に展示されているゴクスタ船、オーセベリ船、トゥーネ船は、9世紀頃の船葬墓から発掘されたものである。

## 発掘された船

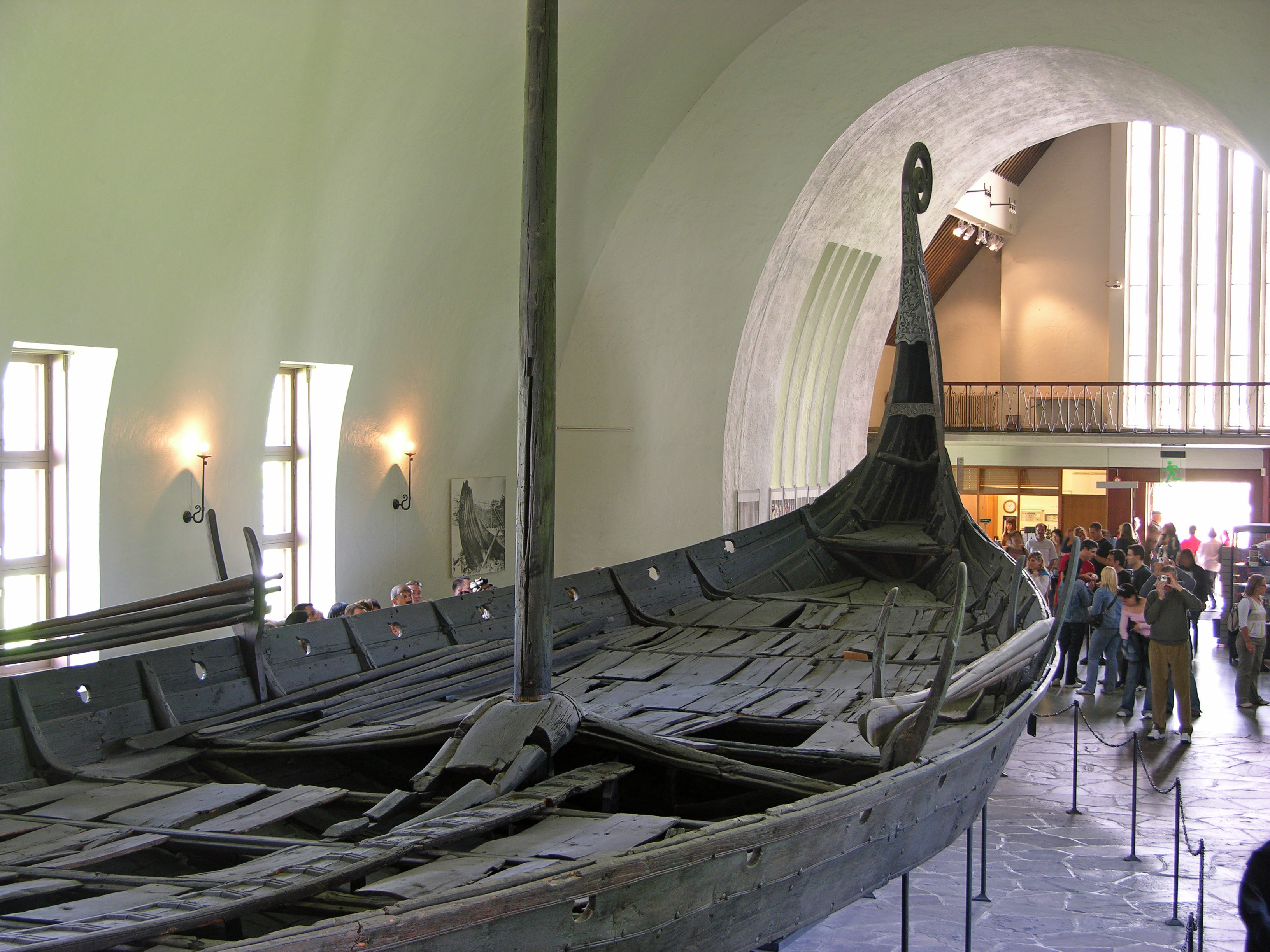
オスロヴァイキング船博物館に置かれているオーセベリ船。

時代を通してヴァイキング船は見つかるが、比較的完全な状態でその後保存されているのは少ししかない。これらの中でも有名な船としては
- ゴクスタ船: 全長約23.3メートル (76 ft)
- オーセベリ船: 全長約21.5メートル (71 ft)
- トゥーネ船
- スクレレウ船（英語版）

がある。